# مايك جونسون (لاعب كرة قاعدة أمريكي)
مايك جونسون (بالإنجليزية: Mike Johnson)‏ هو لاعب كرة قاعدة أمريكي، ولد في 2 مارس 1951 في سلايتون في الولايات المتحدة.

## وصلات خارجية
- مايك جونسون على موقعبيزبول رفرنس.كوم (الدوري الرئيسي) (الإنجليزية)
- مايك جونسون على موقعبيزبول رفرنس.كوم (الدوري الثانوي) (الإنجليزية)